# Państwo Ukraińskie (hetmanat)
Państwo Ukraińskie (ukr. Українська Держава; nieoficjalnie Drugi Hetmanat, ukr. Другий Гетьманат) – nazwa powstałego pod protektoratem niemieckim państwa ukraińskiego, istniejącego pomiędzy 29 kwietnia a 26 grudnia 1918 roku, podczas rządów hetmana Pawła Skoropadskiego.

## Przewrót i utworzenie Państwa Ukraińskiego
9 lutego 1918 roku Ukraińska Republika Ludowa, Cesarstwo Niemieckie, Austro-Węgry, Imperium Osmańskie i Carstwo Bułgarii podpisały traktat brzeski. Państwa te uznały niepodległość Ukrainy oraz jej zachodnie granice łącznie z Chełmszczyzną, Podolem i Wołyniem, i nawiązały stosunki dyplomatyczne. Uzgodniono również uwolnienie jeńców wojennych oraz dostawy żywności dla Niemiec i Austro-Węgier w zamian za pomoc wojskową w wyzwoleniu ziem ukraińskich spod władzy Rosji.
Na mocy tych porozumień wojska państw centralnych 19 lutego wkroczyły na terytorium Ukrainy po Charków i Kubań. Dowódcą 500-tysięcznych sił niemieckich był marszałek Hermann von Eichhorn, a szefem sztabu generał Wilhelm Groener. Wbrew traktatowi, wojska niemieckie traktowały terytorium Ukrainy jak tereny podbite, prowadząc rabunkową gospodarkę, co spowodowało zmianę nastawienia miejscowej ludności. 18 kwietnia zawarto w Kijowie tajne porozumienie pomiędzy gen. Pawłem Skoropadskim z jednej strony, a ambasadorem Niemiec w Kijowie baronem Adolfem Mummem i marsz. Hermannem Eichhornem z drugiej. Dotyczyło ono niewłaściwej polityki Ukraińskiej Centralnej Rady wobec właścicieli ziemskich oraz odsunięcia od władzy członków UCR.
Niemcy rozpoczęli działania od aresztowania kilku członków rządu Ukraińskiej Republiki Ludowej, w tym ministra spraw wojskowych Ołeksandra Żukowskiego, jak również rozbrojenia dywizji Synożupannyków i oddziałów Strzelców Siczowych. 28 kwietnia, podczas obrad UCR, kiedy uchwalano Konstytucję Ukraińskiej Republiki Ludowej, na salę wkroczył oddział niemiecki, który ogłosił rozwiązanie UCR. Jednocześnie władze niemieckie poparły decyzję Ogólnoukraińskiego Zjazdu Włościańskiego, który oddawał władzę w ręce Pawła Skoropadskiego, który ogłosił się dyktatorem z tytułem hetmana. Nazwa państwa została zmieniona z Ukraińskiej Republiki Ludowej na Państwo Ukraińskie (ukr. Українська Держава).

## Organizacja państwa

### Rząd

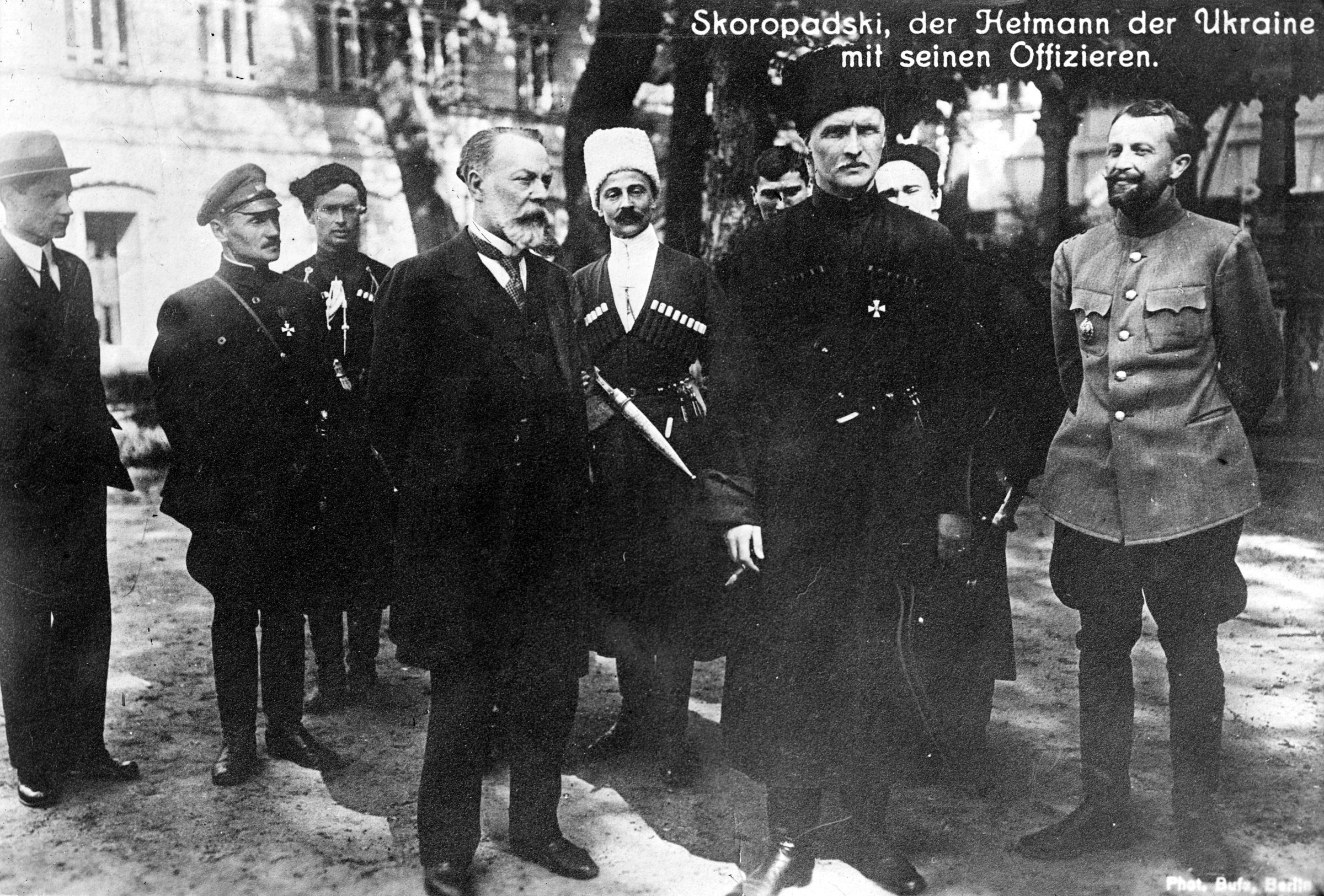
Pawło Skoropadski wśród oficerów, 1918

Najwyższą władzę stanowił hetman Pawło Skoropadski. Desygnował on premiera, który tworzył rząd. W czasie istnienia Państwa Ukraińskiego działały kolejno trzy rządy, których premierami byli: Fedir Łyzohub i Serhij Herbel.

### Stosunki międzynarodowe
Rząd Państwa Ukraińskiego został uznany przez 30 państw, zaś w 23 z nich utworzono ukraińskie przedstawicielstwa dyplomatyczne. Udało się doprowadzić do przyłączenia do Ukrainy Krymu (na zasadach autonomii), zawarto sojusze z Republiką Dońską, Republiką Kubańską i Demokratyczną Republiką Gruzji. Podpisano również w dniu 12 czerwca 1918 roku preliminaryjny traktat pokojowy z bolszewicką Rosją.

### Podział administracyjny
Kraj podzielono na 9 guberni: wołyńską, katerynosławską, kijowską, podolską, połtawską, charkowską, chełmską, chersońską i czernihowską; i 2 okręgi: poleski i tawryjski.

### Armia
Wbrew stanowisku niemieckiemu, Skoropadski zaplanował utworzenie 300-tysięcznej armii. Udało mu się jednak zorganizować 65-tysięczną armię. W jej skład przyjęto 276 generałów i admirałów dawnej armii rosyjskiej, w tym wielu przeciwników niepodległości Ukrainy. Rozpoczęto organizację Ukraińskiej Akademii Wojskowej, powstało 5 korpusów kadetów i 19 szkół oficerskich.
Zorganizowano 8 korpusów armijnych (I Wołyński, II Podolski, III Odeski, IV Kijowski, V Czernihowski, VI Połtawski, VII Charkowski, VIII Katerynosławski), 16 dywizji piechoty, 4 dywizje kawalerii, 84 pułki artylerii.

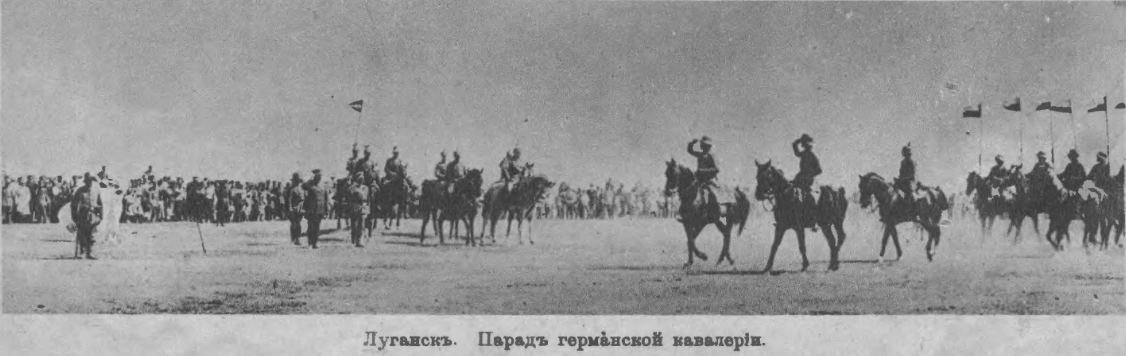
Parada ukraińsko-niemieckich sił zbrojnych w Ługańsku w 1918 r.

### Życie społeczne
Za czasów Państwa Ukraińskiego powołano Bibliotekę Narodową w Kijowie, Ukraińską Akademię Nauk, Ukraiński Uniwersytet Państwowy w Kamieńcu Podolskim, Uniwersytet Kijowski. Utworzono Główny Urząd Sztuki i Kultury Narodowej, Ukraińskie Archiwum Narodowe, Operę Narodową, Teatr Państwowy, Orkiestrę Państwową.
Otwarto 50 państwowych szkół średnich oraz 150 gimnazjów.

## Upadek Państwa Ukraińskiego
Po zawarciu 11 listopada 1918 roku w Compiègne rozejmu pomiędzy Cesarstwem Niemieckim a Ententą rozpoczęto ewakuację wojsk niemieckich z Ukrainy. Wskutek tego oraz złych nastrojów społecznych spowodowanych rabunkową gospodarką niemiecką i ogłoszeniem przez hetmana federacji z Rosją nadarzyła się okazja do kolejnego przewrotu.
13 listopada odbyło się w Kijowie spotkanie przedstawicieli ukraińskich partii socjalistycznych, na którym uchwalono utworzenie Dyrektoriatu URL i rozpoczęcie powstania antyhetmańskiego. 14 listopada członkowie Dyrektoriatu przybyli do Białej Cerkwi, która stała się siedzibą władz powstańczych. 15 listopada na murach pojawiły się ogłoszenia o wybuchu powstania. Pierwsze działania wojskowe rozpoczęły się 16 listopada, kiedy żołnierze Strzelców Siczowych rozbroili pierwszy oddział Warty Państwowej.
17 listopada oddziały Strzelców Siczowych ruszyły w stronę Kijowa. 18 listopada nastąpiła bitwa pod Motowyliwką, w której zwyciężyli powstańcy, otwierając sobie drogę do stolicy. W połowie grudnia opanowano całe terytorium kraju. Nowe władze ogłosiły 26 grudnia przywrócenie Ukraińskiej Republiki Ludowej.